# مارک کندال
مارک کندال (به انگلیسی: Mark Kendall) نوازندهٔ گیتار الکتریک اهل آمریکاست. وی بیشتر به عنوان لید گیتاریست گروه راک گریت وایت شناخته می‌شود.

## درباره
مارک از سن پنج سالگی آموختن گیتار را نزد مردی که در پانسیونی حوالی منزل‌شان زندگی می‌کرد شروع کرد. او ابتدا موسیقی کلاسیک و سوینگ را از والدینش آموخت و بعدها به فراگیری جز و راک ان رول مشغول شد.
در ۲۴ سالگی با جک راسل(خواننده) آشنا شد و در سال ۱۹۸۲ گریت وایت را بنیان گذاردند. از آن موقع تا به‌حال او به عنوان لید گیتاریست گریت وایت فعالیت کرده‌است و طی این سال‌ها تقریباً با تمامی اعضای گروه روابط صمیمانه داشته‌است. اما فاجعه در ۲۰ فوریه ۲۰۰۳ در وست وارویک رود آیسلند و در یکی از کنسرت‌های گروه روی داد. در آن روز سِن و ساختمان محل اجرا بر اثر آتش ناشی از وسایل آتش‌بازی موجود در صحنه، طعمهٔ حریق شد و ۱۰۰ نفر از جمله تای لانگلی (گیتاریست سابق گریت وایت و دوست قدیمی مارک) کشته شدند.